# Coppa del Mondo di sci di fondo 2026
La Coppa del Mondo di sci di fondo 2026 sarà la quarantaquattresima edizione della manifestazione organizzata dalla Federazione internazionale sci e snowboard; inizierà il 28 novembre 2025 a Kuusamo, in Finlandia, e si concluderà il 22 marzo 2026 a Lake Placid, negli Stati Uniti. Durante la stagione si terranno a Tesero le gare di sci di fondo ai XXV Giochi olimpici invernali di Milano Cortina 2026, non validi ai fini della Coppa del Mondo, il cui calendario contemplerà dunque un'interruzione nel mese di febbraio. In seguito all'invasione russa dell'Ucraina del 2022, gli atleti russi e bielorussi sono stati esclusi dalle competizioni.
Sia in campo maschile sia in campo femminile sono in programma 22 gare individuali (12 di distanza, 9 sprint, 1 competizione intermedia a tappe) e 2 sprint a squadre, in 11 tappe. Il norvegese Johannes Høsflot Klæbo e la statunitense Jessica Diggins sono i detentori uscenti della Coppa generale.

## Uomini

### Risultati
| Data                            | Località               | Nazione     | Specialità  | Primo | Secondo | Terzo |
| ------------------------------- | ---------------------- | ----------- | ----------- | ----- | ------- | ----- |
| 28 novembre 2025                | Kuusamo                | Finlandia   | 10 km TC    |       |         |       |
| 29 novembre 2025                | Kuusamo                | Finlandia   | SP TC       |       |         |       |
| 30 novembre 2025                | Kuusamo                | Finlandia   | 20 km TL MS |       |         |       |
| 5 dicembre 2025                 | Trondheim              | Norvegia    | 10 km TL    |       |         |       |
| 6 dicembre 2025                 | Trondheim              | Norvegia    | SP TC       |       |         |       |
| 7 dicembre 2025                 | Trondheim              | Norvegia    | 20 km ST    |       |         |       |
| 12 dicembre 2025                | Davos                  | Svizzera    | TS TL       |       |         |       |
| 13 dicembre 2025                | Davos                  | Svizzera    | SP TL       |       |         |       |
| 14 dicembre 2025                | Davos                  | Svizzera    | 10 km TL    |       |         |       |
| 28 dicembre 2025 4 gennaio 2026 | Dobbiaco Val di Fiemme | Italia      | Tour de Ski |       |         |       |
| 17 gennaio 2026                 | Oberhof                | Germania    | SP TL       |       |         |       |
| 18 gennaio 2026                 | Oberhof                | Germania    | 10 km TC    |       |         |       |
| 23 gennaio 2026                 | Goms                   | Svizzera    | TS TL       |       |         |       |
| 24 gennaio 2026                 | Goms                   | Svizzera    | SP TC       |       |         |       |
| 25 gennaio 2026                 | Goms                   | Svizzera    | 20 km TC MS |       |         |       |
| 28 febbraio 2026                | Falun                  | Svezia      | SP TL       |       |         |       |
| 1º marzo 2026                   | Falun                  | Svezia      | 20 km ST    |       |         |       |
| 7 marzo 2026                    | Lahti                  | Finlandia   | SP TL       |       |         |       |
| 8 marzo 2026                    | Lahti                  | Finlandia   | 10 km TL    |       |         |       |
| 12 marzo 2026                   | Drammen                | Norvegia    | SP TC       |       |         |       |
| 14 marzo 2026                   | Oslo                   | Norvegia    | 50 km TL MS |       |         |       |
| 20 marzo 2026                   | Lake Placid            | Stati Uniti | 10 km TC    |       |         |       |
| 21 marzo 2026                   | Lake Placid            | Stati Uniti | SP TL       |       |         |       |
| 22 marzo 2026                   | Lake Placid            | Stati Uniti | 20 km TL MS |       |         |       |

Legenda:

TC = tecnica classica

TL = tecnica libera

SP = sprint

ST = skiathlon

TS = sprint a squadre

MS = partenza in linea 

#### Competizioni intermedie
| Tour de Ski 2025-2026 |               |         |             |       |         |       |
| Data                  | Località      | Nazione | Specialità  | Primo | Secondo | Terzo |
| 28 dicembre 2025      | Dobbiaco      | Italia  | SP TL       |       |         |       |
| 29 dicembre 2025      | Dobbiaco      | Italia  | 10 km TC MS |       |         |       |
| 31 dicembre 2025      | Dobbiaco      | Italia  | 5 km TL MS  |       |         |       |
| 1º gennaio 2026       | Dobbiaco      | Italia  | 15 km TC PU |       |         |       |
| 3 gennaio 2026        | Val di Fiemme | Italia  | SP TC       |       |         |       |
| 4 gennaio 2026        | Val di Fiemme | Italia  | 15 km TL MS |       |         |       |
| Classifica finale     |               |         |             |       |         |       |

Legenda:

TC = tecnica classica

TL = tecnica libera

SP = sprint

PU = inseguimento

MS = partenza in linea

### Classifiche

#### Generale
| Pos. | Nome | Nazione | Punti |
| ---- | ---- | ------- | ----- |
| 1    |      |         |       |
| 2    |      |         |       |
| 3    |      |         |       |
| 4    |      |         |       |
| 5    |      |         |       |
| 6    |      |         |       |
| 7    |      |         |       |
| 8    |      |         |       |
| 9    |      |         |       |
| 10   |      |         |       |

#### Distanza
| Pos. | Nome | Nazione | Punti |
| ---- | ---- | ------- | ----- |
| 1    |      |         |       |
| 2    |      |         |       |
| 3    |      |         |       |
| 4    |      |         |       |
| 5    |      |         |       |

#### Sprint
| Pos. | Nome | Nazione | Punti |
| ---- | ---- | ------- | ----- |
| 1    |      |         |       |
| 2    |      |         |       |
| 3    |      |         |       |
| 4    |      |         |       |
| 5    |      |         |       |

## Donne

### Risultati
| Data                            | Località               | Nazione     | Specialità  | Prima | Seconda | Terza |
| ------------------------------- | ---------------------- | ----------- | ----------- | ----- | ------- | ----- |
| 28 novembre 2025                | Kuusamo                | Finlandia   | 10 km TC    |       |         |       |
| 29 novembre 2025                | Kuusamo                | Finlandia   | SP TC       |       |         |       |
| 30 novembre 2025                | Kuusamo                | Finlandia   | 20 km TL MS |       |         |       |
| 5 dicembre 2025                 | Trondheim              | Norvegia    | 10 km TL    |       |         |       |
| 6 dicembre 2025                 | Trondheim              | Norvegia    | SP TC       |       |         |       |
| 7 dicembre 2025                 | Trondheim              | Norvegia    | 20 km ST    |       |         |       |
| 12 dicembre 2025                | Davos                  | Svizzera    | TS TL       |       |         |       |
| 13 dicembre 2025                | Davos                  | Svizzera    | SP TL       |       |         |       |
| 14 dicembre 2025                | Davos                  | Svizzera    | 10 km TL    |       |         |       |
| 28 dicembre 2025 4 gennaio 2026 | Dobbiaco Val di Fiemme | Italia      | Tour de Ski |       |         |       |
| 17 gennaio 2026                 | Oberhof                | Germania    | SP TL       |       |         |       |
| 18 gennaio 2026                 | Oberhof                | Germania    | 10 km TC    |       |         |       |
| 23 gennaio 2026                 | Goms                   | Svizzera    | TS TL       |       |         |       |
| 24 gennaio 2026                 | Goms                   | Svizzera    | SP TC       |       |         |       |
| 25 gennaio 2026                 | Goms                   | Svizzera    | 20 km TC MS |       |         |       |
| 28 febbraio 2026                | Falun                  | Svezia      | SP TL       |       |         |       |
| 1º marzo 2026                   | Falun                  | Svezia      | 20 km ST    |       |         |       |
| 7 marzo 2026                    | Lahti                  | Finlandia   | SP TL       |       |         |       |
| 8 marzo 2026                    | Lahti                  | Finlandia   | 10 km TL    |       |         |       |
| 12 marzo 2026                   | Drammen                | Norvegia    | SP TC       |       |         |       |
| 15 marzo 2026                   | Oslo                   | Norvegia    | 50 km TL MS |       |         |       |
| 20 marzo 2026                   | Lake Placid            | Stati Uniti | 10 km TC    |       |         |       |
| 21 marzo 2026                   | Lake Placid            | Stati Uniti | SP TL       |       |         |       |
| 22 marzo 2026                   | Lake Placid            | Stati Uniti | 20 km TL MS |       |         |       |

Legenda:

TC = tecnica classica

TL = tecnica libera

SP = sprint

ST = skiathlon

TS = sprint a squadre

MS = partenza in linea 

#### Competizioni intermedie
| Tour de Ski 2025-2026 |               |         |             |       |         |       |
| Data                  | Località      | Nazione | Specialità  | Prima | Seconda | Terza |
| 28 dicembre 2025      | Dobbiaco      | Italia  | SP TL       |       |         |       |
| 29 dicembre 2025      | Dobbiaco      | Italia  | 10 km TC MS |       |         |       |
| 31 dicembre 2025      | Dobbiaco      | Italia  | 5 km TL MS  |       |         |       |
| 1º gennaio 2026       | Dobbiaco      | Italia  | 15 km TC PU |       |         |       |
| 3 gennaio 2026        | Val di Fiemme | Italia  | SP TC       |       |         |       |
| 4 gennaio 2026        | Val di Fiemme | Italia  | 15 km TL MS |       |         |       |
| Classifica finale     |               |         |             |       |         |       |

Legenda:

TC = tecnica classica

TL = tecnica libera

SP = sprint

PU = inseguimento

MS = partenza in linea

### Classifiche

#### Generale
| Pos. | Nome | Nazione | Punti |
| ---- | ---- | ------- | ----- |
| 1    |      |         |       |
| 2    |      |         |       |
| 3    |      |         |       |
| 4    |      |         |       |
| 5    |      |         |       |
| 6    |      |         |       |
| 7    |      |         |       |
| 8    |      |         |       |
| 9    |      |         |       |
| 10   |      |         |       |

#### Distanza
| Pos. | Nome | Nazione | Punti |
| ---- | ---- | ------- | ----- |
| 1    |      |         |       |
| 2    |      |         |       |
| 3    |      |         |       |
| 4    |      |         |       |
| 5    |      |         |       |

#### Sprint
| Pos. | Nome | Nazione | Punti |
| ---- | ---- | ------- | ----- |
| 1    |      |         |       |
| 2    |      |         |       |
| 3    |      |         |       |
| 4    |      |         |       |
| 5    |      |         |       |

## Misto

### Risultati
| Data            | Località | Nazione  | Specialità | Prima | Seconda | Terza |
| --------------- | -------- | -------- | ---------- | ----- | ------- | ----- |
| 24 gennaio 2025 | Engadina | Svizzera | 4x7,5 km   |       |         |       |